# Cazenga
Cazenga è una municipalità dell'Angola appartenente alla Provincia di Luanda. Ha 424.528 abitanti (stima del 2006).